# Pawlowski Awtobusny Sawod
Das Pawlowski Awtobusny Sawod (russisch Павловский автобусный завод), auch unter dem Namen Pawlowski Awtobus und dem Kürzel PAZ bekannt, ist ein russischer Hersteller von Omnibussen. Es wurde 1932 als Zulieferer des Gorkowski Awtomobilny Sawod und anderer Werke gegründet und produziert heute Mini- und Midibusse.

## Geschichte

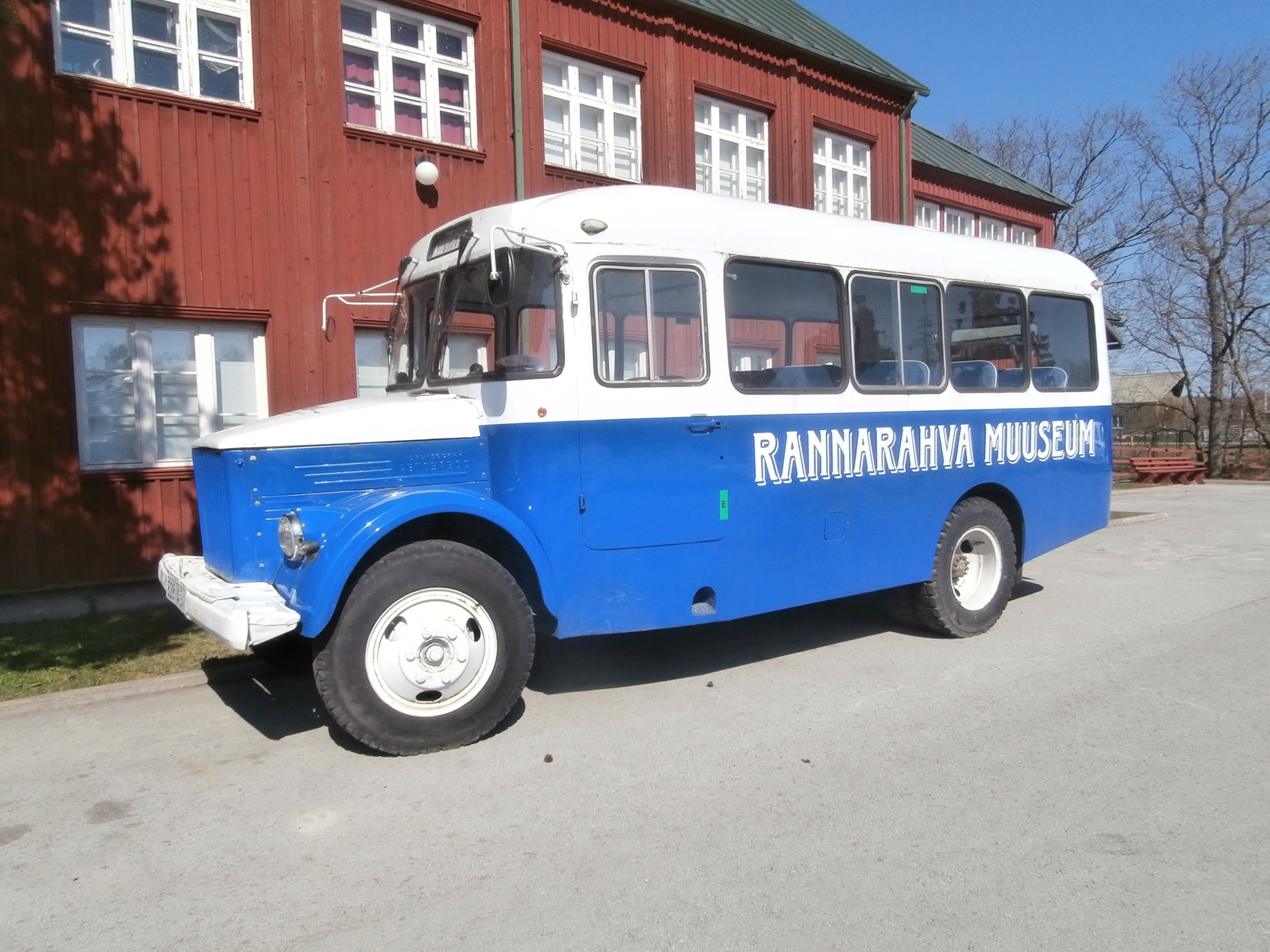
Ein GZA-651 (baugleich mit dem PAZ-651) aus den 1950er-Jahren

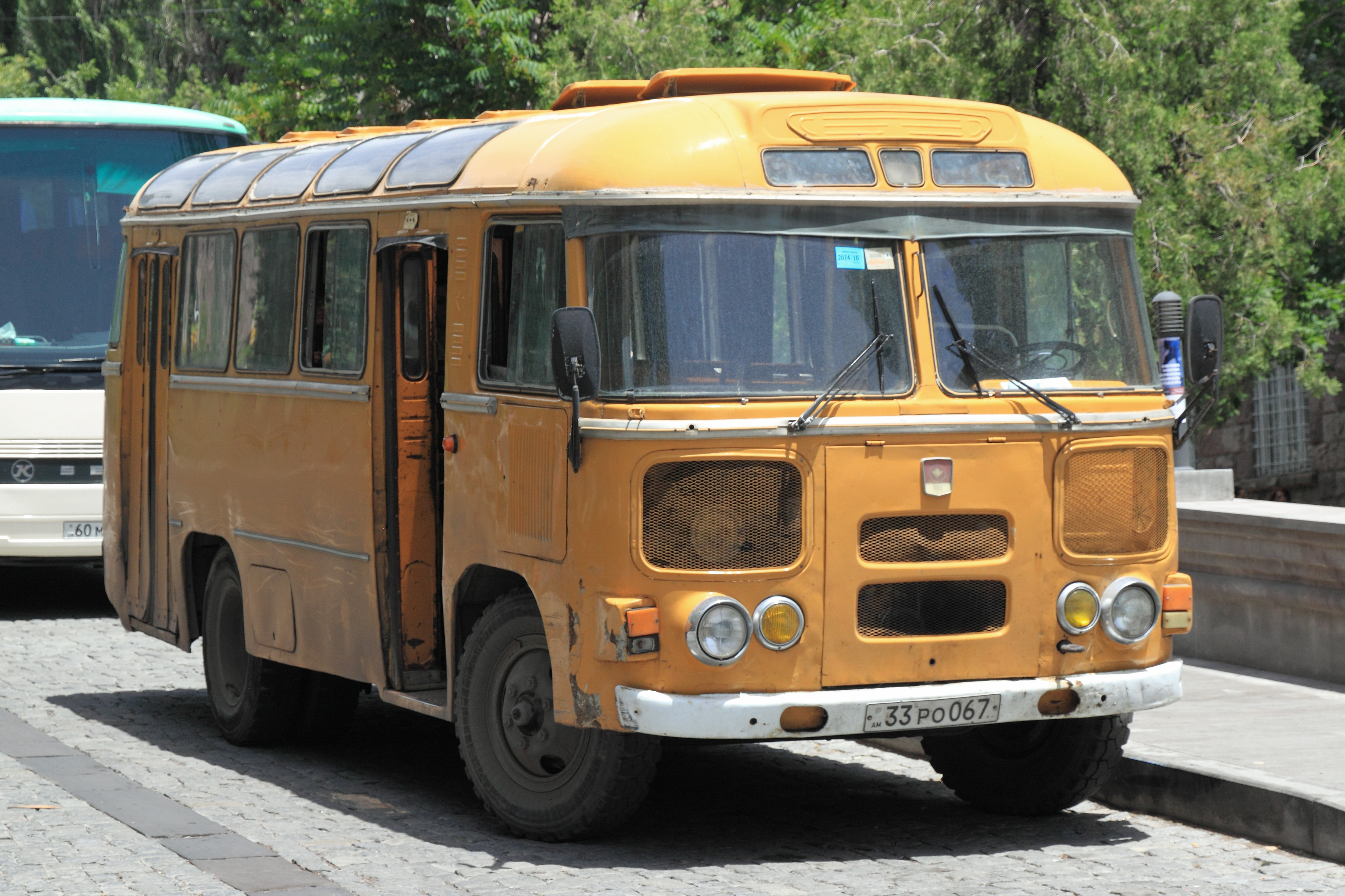
Ein PAZ-672 in Betrieb in Jerewan (2014)

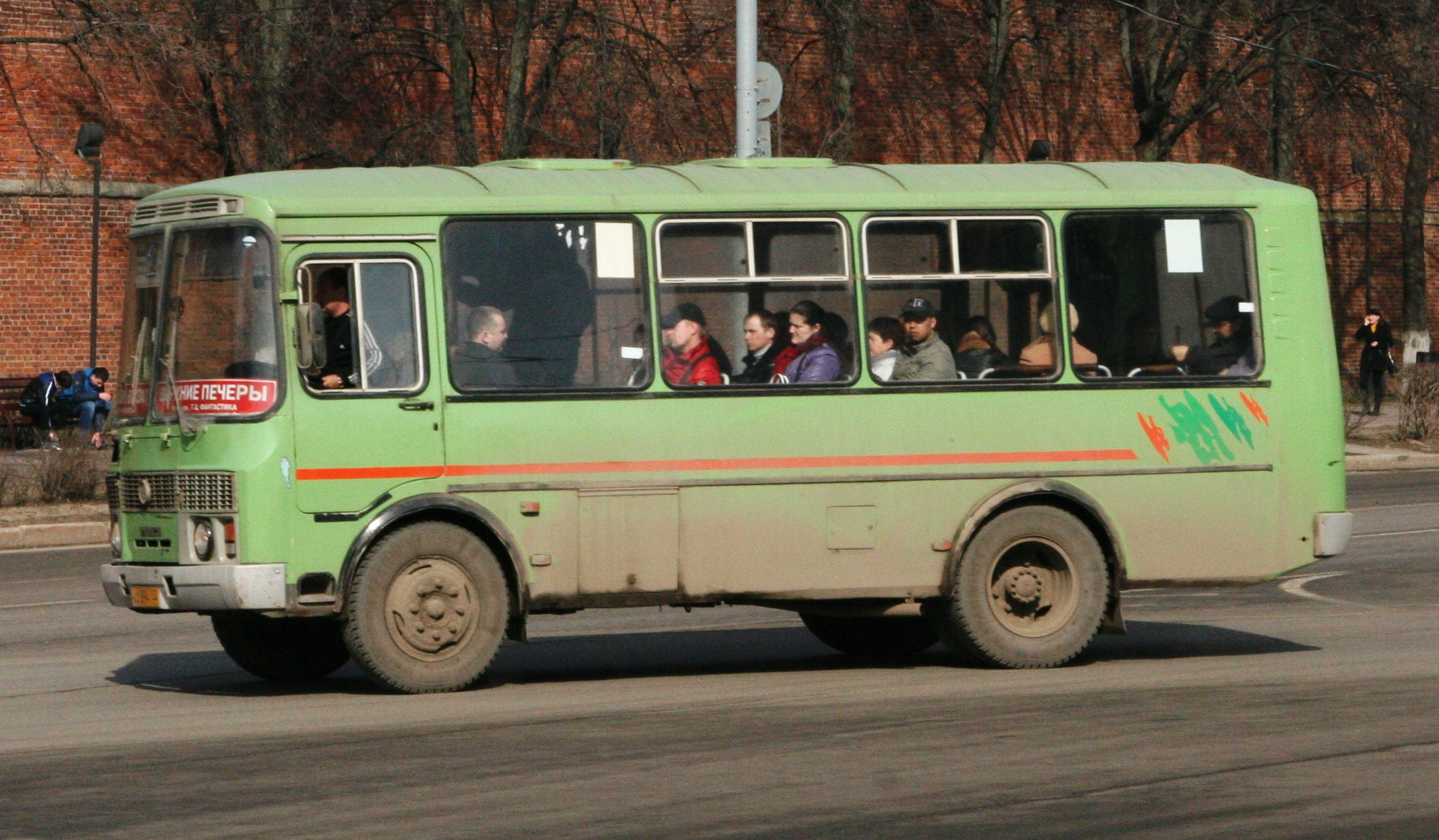
Ein PAZ-3205 in Nischni Nowgorod (2014)

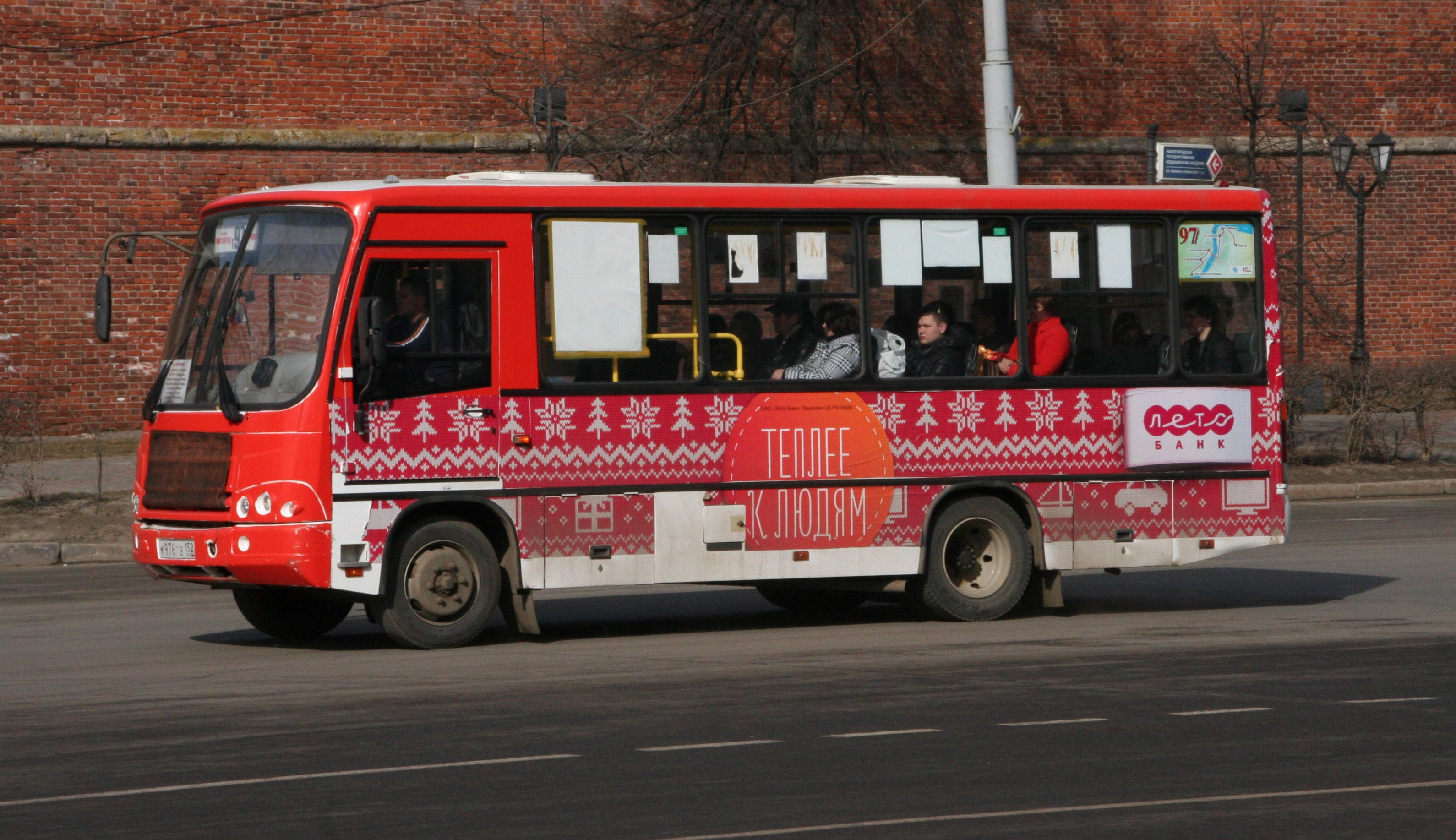
Ein PAZ-3204 in Nischni Nowgorod (2014)

Im Dezember 1932 erging vom Volkskommissariat für Schwerindustrie der Beschluss, unweit von Nischni Nowgorod am Fluss Oka eine Fabrik für Werkzeug- und Anlagenbau zu errichten. Beliefert werden sollte insbesondere das GAZ-Werk im nahen Nischni Nowgorod, aber auch das Uljanowski Awtomobilny Sawod (UAZ).
Zwanzig Jahre nach Gründung, also 1952, wurde im Werk eine Fertigung für Busse auf Basis des Lastwagens GAZ-51 eingerichtet. Das Modell GZA-651 war zuvor in Nischni Nowgorod in einem Zweigwerk von GAZ gebaut worden. Mit Verlagerung der Produktion wurde der Bus in PAZ-651 umbenannt, bis 1958 wurden verschiedene Varianten gefertigt. Danach wurde die Produktion dieses Modells nach und nach an das Kurganski Awtobusny Sawod abgetreten. Gleichzeitig begann PAZ mit der Produktion des Busses PAZ-652. Seit 1956 hatte das Werk nebenbei bereits die Produktion von Sattelaufliegern des Typs PAZ-744 begonnen.
Im Jahr 1960/61 endete die Produktion aller älteren Busmodelle und Anhänger. Stattdessen wurden weitere Produktionskapazitäten für den PAZ-652 errichtet, sodass in den frühen 1960er Jahren 6000 der Busse pro Jahr gefertigt werden konnten. Zwischen 1963 und 1964 erschien die überarbeitete Version des Fahrzeugs PAZ-652B, die noch bis 1968 vom Band lief. Danach wurde die Anlage vollständig auf einen neuen Bustyp umgestellt, den PAZ-672. Dieser wurde in diversen Variationen bis zum Dezember 1989 gebaut. Zunächst variierten die angehängten Buchstaben, so gab es unter anderem die Modelle PAZ-672M, PAZ-672S, PAZ-672G, PAZ-672U und noch eine Anzahl weitere. Zudem wurde ab 1972 eine Allradversion des Busses gebaut. Gemäß neuen Bestimmungen erhielt sie den vierstelligen Index PAZ-3201.
Zum 1. Dezember 1989 führte PAZ das neue Modell PAZ-3205 ein, welches in Abwandlungen bis heute gebaut wird und eine hohe Verbreitung in ganz Russland erfahren hat. Weit über 150.000 Stück wurden bis heute hergestellt. Auch eine Variante mit Allradantrieb (PAZ-3206) wird angeboten.
Um das Jahr 2000 wurde die Produktpalette erweitert. Man nahm nun auch größere Busse mit deutlich über sieben Meter Länge in das Produktionsprogramm auf. 2003 begann die Fertigung des neuen Modells PAZ-3237, weitere Neuerungen folgten. 2006 verließ der 600.000. Bus das Werk, 2009 begann die Serienproduktion des PAZ-3204.
Heute fertigt das Werk nach eigenen Angaben 80 % der auf dem russischen Markt verkauften Minibusse, die Produktion liegt bei 15.000 Fahrzeugen pro Jahr. Es gehört ebenso wie KAwZ zur GAZ-Gruppe. Neben Bussen werden heute zudem noch Ersatzteile für verschiedene Fahrzeuge aus der Firmengeschichte gefertigt und vertrieben.

## Modelle
Die folgende Modellübersicht stellt eine Auswahl über die wichtigsten Busse dar, die seit 1952 bei PAZ gefertigt wurden. Untervarianten werden nicht berücksichtigt.
- PAZ-651 (1952–1958, 1958–1961 parallel bei PAZ und KAwZ gebaut)
- PAZ-652 (1958–1968)
- PAZ-672 (1968–1989)
- PAZ-3201 (1972–1989)
- PAZ-3205 (seit 1989)
- PAZ-3206 (seit 1995)
- PAZ-5272 (1999–2003)
- PAZ-4230 (2001–2002), Fertigung an KAwZ abgegeben
- PAZ-3237 (2003–2014)
- PAZ-3204 (seit 2006)